# نایت رایدر ۲۰۰۰
نایت رایدر ۲۰۰۰ (انگلیسی: Knight Rider 2000) یک تله‌فیلم علمی-تخیلی اکشن آمریکایی است که بر پایهٔ سریالی به همین نام ساخته شد.

## بازیگران
- کامرون آرگانزیانو
- ویلیام دنیلز
- جیمز دوهان
- دیوید هسلهاف
- ادوارد مالهیر
- مارکو پرلا
- میچ پیلگی
- جیمز دوهان (حضور افتخاری)